# GFA Rumilly-Vallières
GFA Rumilly-Vallières, właśc. Groupement Football de l’Albanais 74 Rumilly-Vallières – francuski klub piłkarski z siedzibą w Rumilly.

## Historia
Klub został założony w 1932. W swojej historii występował przez jeden sezon w trzeciej lidze, w edycji 1991/1992 (w grupie Centre), spadł jednak wówczas do czwartej ligi.

## Reprezentanci kraju grający w klubie
Stan na grudzień 2023
|  | - Aboubacar Sylla - Listner Pierre-Louis - Houssame Boinali - Axel Raga Rigobert |